# 廣瀬清
廣瀬 清（ひろせ きよし、1932年5月9日 - 2023年9月16日）は、日本の経営者。日本火災海上保険社長を務めた。

## 経歴
山梨県甲府市出身。1955年に東京大学経済学部を卒業し、同年に日本火災海上保険に入社。1988年6月に取締役に就任し、1990年6月に常務、1991年6月に専務を経て、1993年2月に社長に就任。1998年7月に取締役相談役に就任。
2023年9月16日老衰のために死去。91歳没。